# Estádio José Vareda
Estádio José Vareda – stadion piłkarski, w Limoeiro, Pernambuco, Brazylia, na którym swoje mecze rozgrywa klub Centro Limoeirense de Futebol.